# Sympistis cocklei
Sympistis cocklei är en fjärilsart som beskrevs av Dyar 1904. Sympistis cocklei ingår i släktet Sympistis och familjen nattflyn. Inga underarter finns listade i Catalogue of Life.